# Zadolje
Zadolje (se pronunță [zaˈdoːljɛ]) este o localitate din comuna Ribnica, Slovenia, cu o populație de 16 locuitori. Zona face parte din regiunea Carniola Inferioară  din sud-estul Sloveniei.
O mică capelă în așezare este dedicată Fecioarei Maria și a fost construită în 1893.